# Jindřich I. Walpot z Bassenheimu
Jindřich Valpot z Bassenheimu (německy Heinrich Walpot von Bassenheim, někdy též Heinrich Waldbott, † 1207?) byl prvním vysokým mistrem Řádu německých rytířů v období od roku 1198 do konce roku 1207.

## Původ

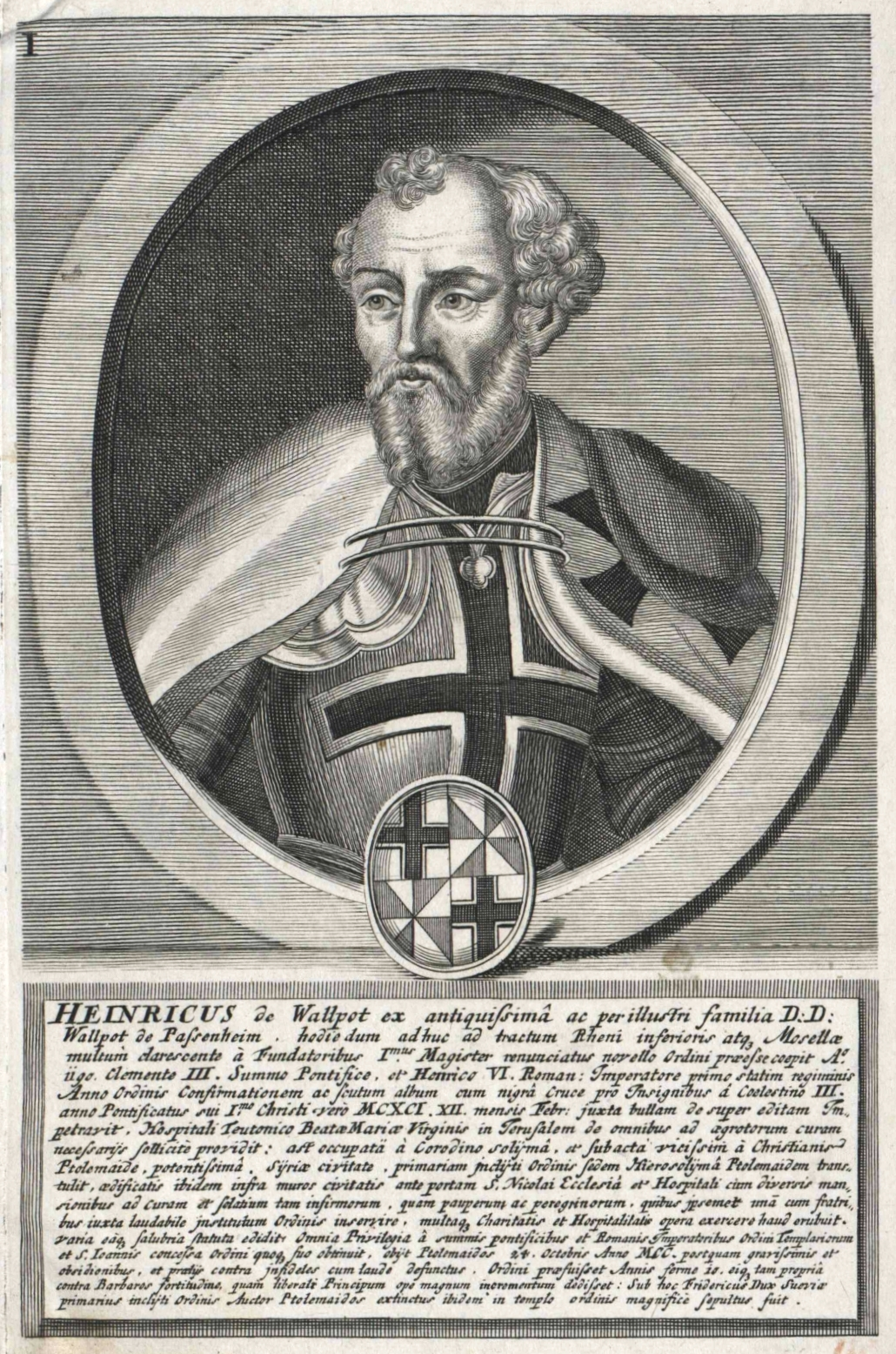
Heinrich Wallpot

Znak velmistra Heinricha Wallpot

Jelikož existovalo větší množství rodin s příjmením Walpot, nebylo až do roku 1969 možné vypátrat, ze kterého konkrétního rodu pochází. To málo údajů, které jsou o něm známy, pocházejí často toliko z teorií historiků, proto musí být stále znovu ověřovány podle původních pramenů. Jedna z nejstarších teorií tvrdí, že pocházel z ministeriálního rodu Walpotů z Bassenheimu usedlého v Porýní. (Jistý Siegfried Walpot z Bassenheimu byl později komturem a nejvyšším špitálníkem Řádového státu. Roku 1386 po něm bylo pojmenováno město Passenheim v Mazursku, dnešní polské město Pasym.) Podle jiných pramenů měl Jindřich Walpot pocházet z měšťanského rodu či kupecké rodiny z Mohuče.
Rytířský řád vzešel ze špitálního bratrstva, jemuž předsedal od roku 1196 jistý Jindřich jako "preceptor". Je dosti možné, že se jedná o téhož Jindřicha Walpota. Roku 1198 byl tedy zvolen prvním vysokomistrem nově zřízeného rytířského řádu. Za pomoci papeže Inocence III. obdržel Jindřich v roce 1199 od Gilberta Héraila, velmistra templářů, kopii klášterní regule Templářského řádu, který následně převzal pro svůj Řád německých rytířů.
Jindřich zemřel 5. listopadu (doloženo písemně) někdy před rokem 1208, neboť jeho nástupce se ujal úřadu (přesný rok není znám), ve Svaté zemi a byl pochován v Akkonu.